# 巴东维利耶-热罗维利耶
巴东维利耶-热罗维利耶（法語：Badonvilliers-Gérauvilliers，法語發音：[badɔ̃vilje ʒeʁovilje]）是法国默兹省的一个市镇，位于该省东南部，属于科梅尔西区。

## 历史
巴东维利耶-热罗维利耶于1973年由巴东维利耶（Badonvilliers）和热罗维利耶（Gérauvilliers）两个市镇合并而成。

## 地理
巴东维利耶-热罗维利耶（48°33'0"N, 5°35'9"E）面积21.03 平方千米，位于法国大東部大區默兹省，该省份为法国西北部内陆省份，北与比利时接壤，西接马恩省和阿登省，南至上马恩省和孚日省，东临默尔特-摩泽尔省。
与巴东维利耶-热罗维利耶接壤的市镇（或旧市镇、城区）包括：阿班维尔、阿芒蒂、比雷昂沃、德卢兹-罗西耶尔、默兹河畔埃皮耶、蒙蒂尼莱沃库勒尔。
巴东维利耶-热罗维利耶的时区为UTC+01:00、UTC+02:00（夏令时）。

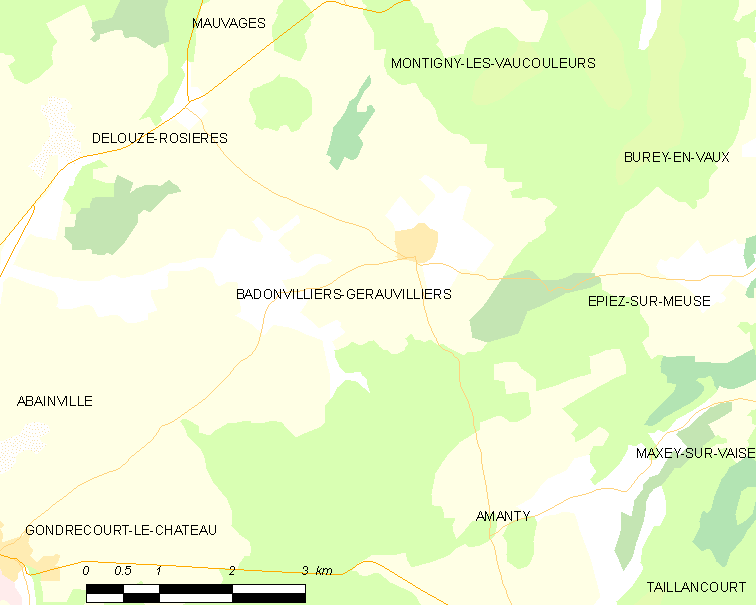
巴东维利耶-热罗维利耶的OSM定位图

## 行政
巴东维利耶-热罗维利耶的邮政编码为55130，INSEE市镇编码为55026。

## 政治
巴东维利耶-热罗维利耶所属的省级选区为利尼昂巴鲁瓦县。

## 人口
巴东维利耶-热罗维利耶于2022年1月1日时的人口数量为127人。

1962-2008年间巴东维利耶-热罗维利耶人口变化图示